# 告別語言
《告別語言》（法語：Adieu au Langage）是法國導演尚盧·高達於2014年的作品，同時也是高達的第39部劇情長片，本片獲選為第67屆坎城影展正式競賽片，最後並與札維耶·多藍的《親愛媽咪》共同獲得坎城影展評審團獎。
本片是尚盧·高達首部3D電影，他以兩台Canon 5D相機與一台iPhone於住家附近拍攝，並多採用非職業演員。被《时代杂志》评为年度十大佳片第五名。还获得美国国家影评人协会最佳影片。

## 演员
- Héloise Godet
- Kamel Abdeli
- Richard Chevallier
- Jessica Erickson
- Alexandre Païta
- Zoé Bruneau

## 獎項
| 獎項     | 獎項     | 受獎者                  | 階段／結果 |
| -------- | -------- | ----------------------- | ---------- |
| 坎城影展 | 金棕櫚獎 | 《告別語言》 法國、瑞士 | 提名       |
| 坎城影展 | 評審團獎 |                         | 獲獎       |